# Ogro
Ogro (Operación Ogro) è un film del 1979 diretto da Gillo Pontecorvo.
Il film fu proiettato in anteprima all'edizione 1979 della Mostra internazionale d'arte cinematografica di Venezia.

## Trama
Il film descrive l'attentato - noto come Operación Ogro (Operazione Orco) - del 20 dicembre 1973 all'ammiraglio Luis Carrero Blanco, presidente del governo spagnolo durante il franchismo, da parte dell'ETA, organizzazione terroristica che lottava contro la dittatura e per l'indipendenza dei Paesi Baschi dalla Spagna. Il piano fu messo a punto da quattro uomini: Ezarra, il capo, Txabi, Iker e Luken. Costoro, sotto le finte spoglie di funzionari di banca, si installarono a Madrid e studiarono il piano, che in un primo tempo prevedeva il rapimento di Carrero Blanco, soprannominato Ogro (Orco), nella chiesa dove si recava a messa tutte le mattine. Tenuto in ostaggio dai rapitori, il governo avrebbe dovuto rilasciare 150 prigionieri politici baschi in cambio della sua liberazione.
Il piano cambiò quando Carrero Blanco venne designato presidente del governo: poiché le misure di sicurezza intorno a lui si erano moltiplicate, si decise di eliminarlo. I quattro attentatori vengono descritti intimamente dal regista nei loro pensieri e nei loro atteggiamenti durante gli otto mesi che precedettero l'attentato: mesi in cui, tra mille difficoltà, scavarono il lungo tunnel sotto la strada su cui sarebbe passato Carrero Blanco e che, pieno di dinamite, esplose scaraventando l'auto dell'ammiraglio dall'altra parte del palazzo davanti al quale transitava.

## Produzione
La stesura della sceneggiatura del film era iniziata ben quattro anni prima, ma per le indecisioni e i dubbi dello stesso Pontecorvo fu affidata a due diversi autori così che il film uscì nelle sale con un forte ritardo rispetto agli avvenimenti del 1973 relativi all'attentato a Carrero Blanco. Nel 1976 il film era dunque ancora nella fase della sceneggiatura che si basava su un libro contenente una serie di interviste agli attentatori. Il libro era a nome di Julen Agirre (Operazione Ogro, Alfani editore), ma la vera autrice, che era stata tre anni nelle prigioni franchiste, era Eva Forest, che non apprezzò il film di Pontecorvo, accusandolo di moderatismo.
Pontecorvo, nella trama del film, inserisce come una delle possibili ipotesi il fatto che l'attentato avesse avuto il sostegno tacito di qualche settore del partito franchista, in contrasto con Ugo Pirro che voleva rimanere fedele a quanto raccontavano gli stessi attentatori. In quello stesso anno, il 1978, avvenne il rapimento di Aldo Moro da parte delle Brigate Rosse italiane. A ritardare ulteriormente l'uscita nelle sale cinematografiche si aggiunse a quel punto il timore per le speculazioni politiche per i raffronti tra il terrorismo basco e quello italiano. Pontecorvo temeva che il film potesse apparire come un tacito appoggio all'azione delle Brigate Rosse.
A tal riguardo Franco Cristaldi, produttore del film, disse: «Ricordo perfettamente la mattina in cui parlavamo dell'ennesima revisione, e accendemmo la radio sentendo di Moro. E allora io, che in quel momento avrei strozzato Gillo, gli ho detto subito: "E adesso mi spieghi come facciamo un film sul terrorismo, che cosa facciamo noi con Ogro tre anni dopo?". Nel 1976 Ogro sarebbe stato un'opera straordinaria, coraggiosa, in cui si dicevano delle cose, mentre in una situazione politica così calda un indugio di tre anni aveva cambiato tutto. È stato concepito nel momento giusto ed è apparso sugli schermi in quello sbagliato.»

### Regia
«...Al contrario di quello che succedeva ne La battaglia di Algeri; là tutto era corale, qui tutto nasce all'interno di quattro ritratti singoli.» (Gillo Pontecorvo)
Pontecorvo ci racconta la formazione politica dei quattro attentatori dell'ETA e la preparazione dell'attentato attenendosi rigidamente alla verità storica. I quattro, educati ai valori degli indipendentisti da preti nazionalisti, si erano poi divisi sui metodi per raggiungere la libertà politica.
Nel colloquio finale del film si dibatte il tema della violenza politica tra Txabi, che persegue il mito sanguinoso di una perfetta sovranità popolare e che nella Spagna post-franchista continuerà a fare il terrorista in nome della sua fede politica, e il suo fraterno amico Ezarra che, pur avendo guidato l'Operación Ogro, crede che la violenza possa essere giustificata solo per opporsi alla violenza della dittatura, ma che diventa fanatismo quando vi siano gli strumenti politici democratici per combattere, coraggiosamente e pazientemente, per la realizzazione dei propri ideali.

## Accoglienza

### Critica
La critica ha variamente giudicato l'opera di Pontecorvo: i giudizi si sono divisi sull'impronta politica che il regista dà abitualmente ai suoi film che da alcuni viene giudicata eccessiva e di parte. Così mentre per Giovanni Grazzini «La buona riuscita del film dipende dalla sintesi fra lezione civile e tensione nervosa, dalla giustezza dell'analisi psicologica e dalla precisione dei ritmi. I protagonisti non si comportano diversamente dagli “uomini talpa” che in tanti altri film d'avventura preparano furti strepitosi mentre le loro donne li aiutano trepidanti, ma la regia di Pontecorvo e la recitazione degli attori (il caposquadra è Gian Maria Volonté, Angela Molina accresce emozione col fulgor del suo bel viso) hanno la nuda secchezza del cinema di classe.» al contrario per Tullio Kezich «...più che alle prese con un'azione rivoluzionaria, i personaggi sembrano impegnati in un dibattito; e solo nella seconda parte, quando lo scavo della fatale galleria arriva alla conclusione, ci sono momenti di autentica tensione spettacolare. Ma non così intensa da cancellare il ricordo di un fumettone libertario di trent'anni fa: Stanotte sorgerà il sole di Huston.»

## Riconoscimenti
- 1980 – David di Donatello
  - Miglior regista a Gillo Pontecorvo, ex aequo con Marco Bellocchio